# Karangduren (Tengaran)
Karangduren is een bestuurslaag in het regentschap Semarang van de provincie Midden-Java, Indonesië. Karangduren telt 7234 inwoners (volkstelling 2010).